# Jednoduchá grupa
Jednoduchá grupa je v matematice netriviální grupa G, která nemá žádné netriviální normální podgrupy, tj. jediné normální podgrupy jsou G a jednoprvková podgrupa.

## Příklady
Cyklická grupa {\displaystyle \mathbb {Z} _{p}} pro p prvočíselné je jednoduchá, neboť nemá žádné netriviální podgrupy.
Symetrická grupa {\displaystyle S_{n}} není jednoduchá pro {\displaystyle n>2}, neboť obsahuje normální podgrupu všech sudých permutací {\displaystyle A_{n}} (tzv. alternující grupu).
Alternující grupa {\displaystyle A_{n}} je jednoduchá pro {\displaystyle n\geq 5}, což souvisí s neřešitelností algebraických rovnic 5. stupně.

## Klasifikace
Klasifikace všech jednoduchých grup není obecně známa. Klasifikace konečných jednoduchých grup byla dokončena koncem 20. století a patří mezi nejsložitější problémy matematiky. Konečné jednoduché grupy se dají zařadit do 18 nekonečných sérií zahrnujících cyklické grupy prvočíselného řádu, alternující grupy, grupy Lieova typu (reprezentovatelné jako maticové grupy nad konečnými tělesy), Titsovy grupy a 26 výjimečných grup (neboli sporadických), z nichž největší, monster-grupa, obsahuje asi {\displaystyle 10^{54}} (nonilión) prvků.
Od konce 19. století je také známá klasifikace jednoduchých Lieových grup a souvisejících jednoduchých Lieových algeber.